# Tove Svenonius
Tove Fredrika Nanna Svenonius, född 9 februari 1976, är en svensk journalist. 
Tove Svenonius studerade bland annat sociologi och statsvetenskap på Stockholms universitet 1995–1997 och utbildade sig därefter till journalist på samma universitet, med examen 1999. Hon började på Sveriges Radio 1998 och har arbetat på Dagens eko sedan 2004. Hon blev dess inrikeschef 2016.